# Gabriel Naudé
Gabriel Naudé (Parigi, 2 febbraio 1600 – Abbeville, 10 luglio 1653) è stato uno scrittore e bibliotecario francese.

## Biografia

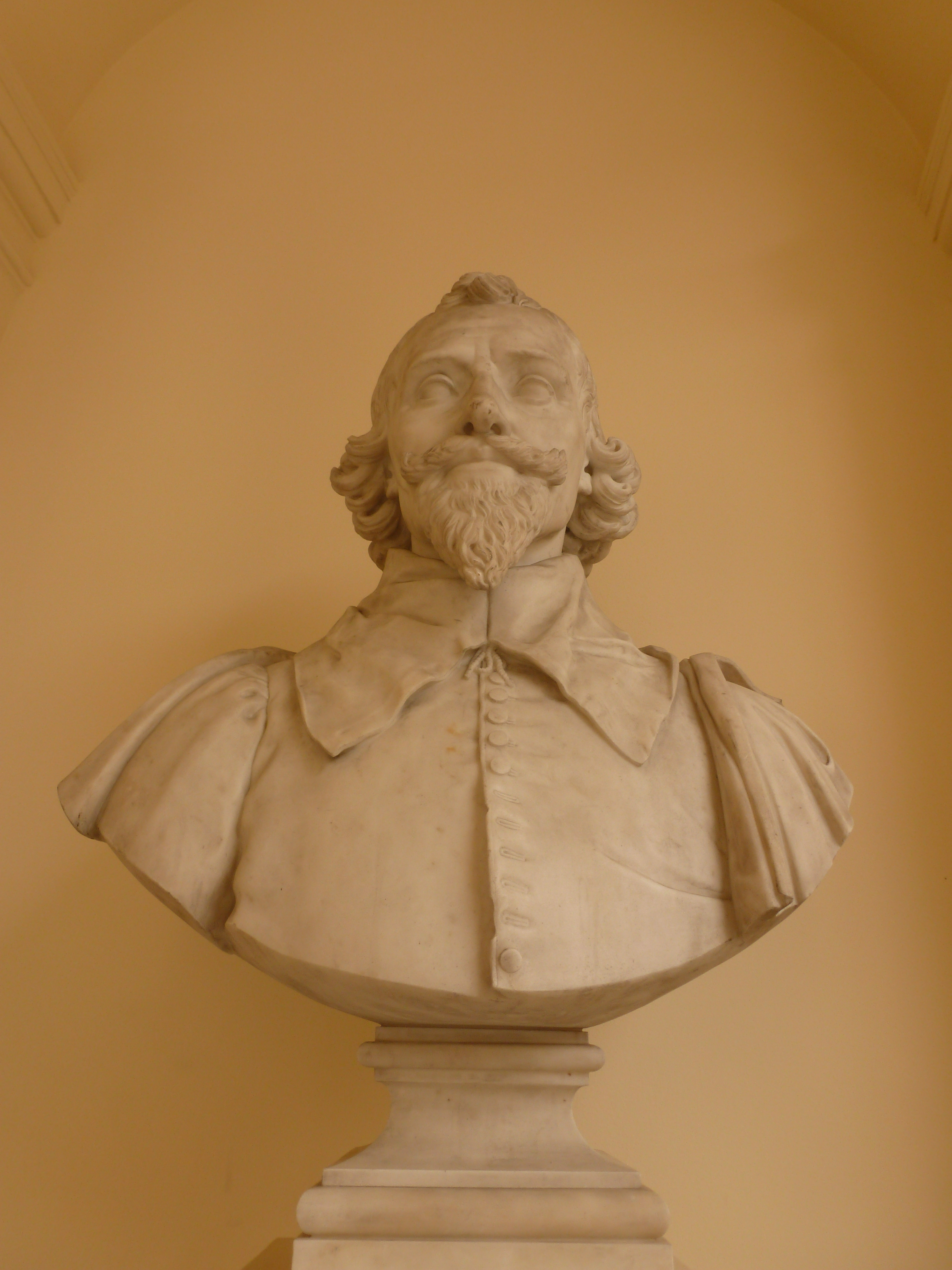
Busto di Gabriel Naudé, presso l'Institut de France

Studiò medicina a Parigi e a Padova e divenne medico di Luigi XIII.
A Padova Naudé aveva avuto l'opportunita di assistere alle lezioni del vecchio Cesare Cremonini - che considerava un Pomponazzi redivivo - e di Fortunio Liceti, ma oltre a questi due filosofi, che stimava e ammirava, aveva avuto la possibilità conoscere e approfondire le opere di Pomponazzi, Nifo, Cardano, Achillini e Zabarella. Lo studioso parigino dichiarerà la sua ammirazione e il suo debito nei confronti della filosofia italiana in un brano del suo De Augustino Nipho iudicium.
Nel 1629 Naudé divenne bibliotecario del cardinale Gianfrancesco Guidi di Bagno e, alla morte di questi nel 1641, bibliotecario del cardinale Francesco Barberini. All'inizio del 1632, Naudé fu fatto membro dell'Accademia degli Umoristi su proposta di Leone Allacci. «Tra gli Umoristi che assieme a lui frequentavano Palazzo Mancini, Naudé cercò soprattutto la compagnia dell'oratore Gaspare Simeoni, del poeta Lelio Guidiccione e di Bartolomeo Tortoletti. Frequentò assiduamente Giovan Battista Doni e Leone Allacci, eruditi di chiara fama, e fu amico di Agostino Mascardi e Cassiano dal Pozzo.» Su sollecitazione del cardinale Richelieu iniziò una polemica con i benedettini su Jean Gerson, presunto autore dell'opera De Imitatione Christi. Naudé divenne bibliotecario del cardinale francese e, alla sua morte, accettò di diventare bibliotecario del suo successore, il cardinale Giulio Mazzarino. Per conto di Mazzarino viaggiò per tutta Europa, raccogliendo più di 40.000 libri in quella che sarebbe stata conosciuta in seguito come Biblioteca Mazzarino, ricca di manoscritti e libri rari.
La biblioteca del Mazzarino venne venduta dal Parlamento di Parigi durante la Fronda e Naudé venne invitato a Stoccolma dalla regina Cristina di Svezia. Alla richiesta di Mazarino di ricostituire la sua biblioteca dispersa, Naudé decise di rientrare immediatamente in Francia ma, a causa dei suoi problemi di salute, morì durante il viaggio di ritorno.
Gabriel Naudé è rimasto famoso per aver scritto il primo manuale di biblioteconomia francese, l'Advis pour dresser une bibliothèque, pubblicato nel 1627, poi rivisto e ampliato in una nuova edizione nel 1644. Inoltre, nella sua opera intitolata Bibliographia politica (1633) è stato il primo ad usare il termine "bibliografia", che inizialmente non riscosse una grande fortuna e fu accantonato in favore del termine "biblioteca", che rimaneva il più diffuso nella stessa accezione.

## Opere principali
- Le Marfore, ou Discours contre les libelles. Quæ tanta insaniæ, cives ?, Paris, L. Boulenger, 1620, 22 p. Online su Gallica
- Instruction à la France sur la Vérité de l'Histoire des Frères de la Roze-Croix... Paris, Chez François Julliot, 1623. Nuova edizione : Instruction à la France sur la vérité de l'histoire des Frères de la Roze-Croix (1623), introduzione, edizione e annotazioni a cura di Didier Kahn, Parigi, Champion, 2009.
- Advis pour dresser une bibliothèque. Prima edizione del 1627, ristampa del 1644. Edizione contemporanea presso Klincksieck, 1994. - 164 p. Riproduzione dell'esemplare conservato presso la Bibliothèque Sainte-Geneviève, Parigi ISBN 2-252-02730-4 (online).
- Addition à l'histoire de Louis XI. Prima edizione nel 1630. Edizione contemporanea presso Fayard, 1999. - 196 p. ; (Corpus des œuvres de philosophie en langue française) sulla base del testo della prima edizione (1630) ISBN 2-213-60179-8.
- Discours sur les divers incendies du Mont Vésuve et particulièrement sur le dernier qui commença le 16 décembre 1631, Paris, 1631.
- Bibliographia politica, Venetijs, apud Franciscum Baba, 1633.
- Science des Princes, ou Considérations politiques sur les coups-d'état. Prima edizione nel 1639. Seconda edizione nel 1667 disponibile su Google Libri. Edizione contemporanea presso Le Promeneur. - ISBN 2-07-077275-6.
- Adieu à ses amis lorsqu'il sortit d'Italie, Padova, 1645.
- Quinque quaestionum latro-philologicarum / Gabriel Naudé. - Parisiis, Chouet, 1647.
- Causae Kempenses conjectio pro curia Romana / Gabriel Naudé. - Parisiis, Cramoisy, 1651 (online).
- Recueil d'éloges faits pour Pierre du Pui après sa mort, 1651.
- Apologie pour tous les grands personnages qui ont esté faussement soupçonnez de magie. 1625, La Haye, Chez Adrian Vlac, 1653. Edizione in Libertins du XVII° siècle, t. I, Gallimard, coll. "Pléiade", 1824 p.
- Bibliographia Militaris. In germania primum edita cura G. Schubarti.  Ienae, ex Officina Nisiana, 1683. Prima edizione separata di questo saggio dedicato ai libri di guerra e arte militare.
- Naudaean et Patiniana ou Singularitez Remarquables, Prises Des Conversations De Mess. Naudé & Guy Patin. Seconde Édition revüe, corrigée & augmentée d'Additions au Naudæana qui ne sont point dans l'Édition de Paris. Amsterdam, François vander Plaats, 1703.
- Science des princes, ou Considerations politiques sur les Coups d’État. Avec les Réflexions Historiques, Morales, Chrétiennes, & Politiques. De L.D.M.C.S.D.S.E.D.M. 3 volumes. 1752.  Les Réflexions Historiques... seraient dues à Louis du May, Conseiller et Secrétaire du Sérénissime Electeur de Mayence comme pourraient l'indiquer les initiales du titre.
- Mémoire confidentiel adressé à Mazarin par Gabriel Naudé après la mort de Richelieu. Publié d'après le manuscrit autographe et inédit par Alfred Franklin.